# Kenny Baker (trompettiste)
Pour les articles homonymes, voir Kenny Baker et Baker.
Kenny Baker (1er mars 1921, Withernsea, Yorkshire de l'Est, Angleterre - 7 décembre 1999, Felpham, Sussex de l'Ouest, Angleterre) est un trompettiste, cornettiste, bugliste, compositeur et chef d'orchestre de jazz anglais.

## Biographie
Baker commence la musique au sein d'un brass band et devient musicien professionnel à l'âge de 17 ans. Après avoir quitté sa ville natale de Withernsea, dans le Yorkshire, pour Londres, il rencontre et commence une collaboration avec le déjà réputé tromboniste de jazz George Chisholm (en). Durant la Seconde Guerre mondiale, Baker sert dans la Royal Air Force.
Dès 1941, Baker se construit une solide réputation dans les clubs de jazz londoniens, sa formation au sein d'un brass band lui ayant apporté une grande maîtrise technique. Dès après la guerre, il est première trompette dans l'orchestre de Ted Heath. Dans les années 1950, Baker dirige son propre groupe appelé Baker's Dozen dans lequel il est à la fois leader, improvisateur et compositeur. Avec ce groupe, il se produit dans la première émission régulière de jazz de la BBC : Let's Settle For Music.
Également musicien de studio, il est considéré comme un trompettiste de classe mondiale, de la trempe de Bunny Berigan, avec une grande habileté technique et un ambitus particulièrement étendu. Au cours des années 1960 à 1980, il enregistre ainsi pour des artistes comme Frank Sinatra, Petula Clark, Sammy Davis, Jr., Tony Bennett ou encore les Beatles. Il participe également à de nombreux enregistrements pour le cinéma et la télévision, entre autres certains James Bond ou encore Le Muppet Show, au sein de l'orchestre de Jack Parnell. Il est également souvent présent dans l'émission Sounds of Jazz de la BBC, enregistrée aux studios de Maida Vale à Londres, ou encore au music-hall aux côtés de comiques comme Morecambe and Wise, Tommy Trinder, Benny Hill ou Ken Dodd.
En 1999, on lui décerne pour la troisième fois de sa carrière le prix de meilleur trompettiste aux British Jazz Awards. La même année, il est fait MBE.
Il meurt à l'âge de 78 ans des suites d'une infection virale.